# Pupille (optique)
Pour les articles homonymes, voir Pupille (homonymie).

Exemple pour un système optique constitué de 3 lentilles minces. Pupille d'entrée (en vert), pupille de sortie (en rouge) et diaphragme d'ouverture (en noir).

En optique géométrique la pupille est la surface, limitée par le diaphragme d'ouverture, par laquelle un faisceau lumineux peut traverser le système optique. Selon la partie de l'espace où l'on se place, le faisceau est plus ou moins convergent ou divergent : on définit une pupille d'entrée si on considère le faisceau en amont du système optique, et une pupille de sortie, si on considère le faisceau en aval du système optique. Les dimensions et les positions de ces pupilles permettent l'étude photométrique des systèmes optiques.
Le rapport du diamètre de la pupille de sortie sur celui de la pupille d'entrée se nomme grandissement pupillaire.

## Définitions

### Diaphragme d'ouverture

Construction des pupilles d'entrée et de sortie pour le même exemple.

Le diaphragme d'ouverture est l'élément du système optique qui limite le plus la traversée du faisceau lumineux. Il peut s'agir d'un diaphragme mécanique ou des limites d'une des lentilles du système.

### Pupille d'entrée
La pupille d'entrée est l'image du diaphragme d'ouverture à travers la partie du système optique située en amont.

### Pupille de sortie
La pupille de sortie est l'image du diaphragme d'ouverture à travers la partie du système optique située en aval.

### Pupille intermédiaire
Une pupille intermédiaire est l'image du diaphragme d'ouverture pour une partie seulement des éléments du système optique. 

## Relation entre les pupilles des différents espaces d'un système optique
Par définition les pupilles d'entrée, de sortie et intermédiaires sont les conjuguées les unes des autres par les éléments du système optique qui les séparent. Ceci implique qu'un rayon traversant le système optique passant par le bord d'une pupille passera par les bords de toutes les autres pupilles correspondantes aux différents espaces du système optique.